# Lancia Flavia
Ne doit pas être confondu avec la Lancia Flavia (2012)
La Lancia Flavia représente, pour la marque Lancia, fondée par Vincenzo Lancia, le début d'une nouvelle ère de grande innovation technologique et de créativité.
La Lancia Flavia était une voiture de classe supérieure, luxueuse comme toutes les Lancia, dont la première série fut présentée à l'occasion du Salon Automobile International de Turin 1960 et qui resta en fabrication jusqu'en 1971.
La Lancia Flavia ne remplaçait aucune autre voiture de la marque, elle signait l'arrivée de Lancia dans le cercle fermé des constructeurs des grandes routières de luxe.
En 2012, la Chrysler 200 est commercialisée en Europe dans sa version cabriolet sous le nom de FlaviaCabrio: c'est une des conséquences du rachat de Chrysler par Fiat en 2009.

## L'histoire
Le projet est dû à l'ingénieur Antonio Fessia, un des plus grands concepteurs dans le domaine, qui avait été formé dans les bureaux d'études Fiat et dirigeait les services techniques de la marque depuis la reprise de Lancia par le financier Carlo Pesenti (PDG d'Italcementi, un des principaux fabricants de ciment au monde). Il put alors mettre en application ses théories sur la conception de voitures à traction avant, théorie qui remontait à un ancien projet de voiture à moteur à 4 cylindres opposés de 1 100 cm³ monté en porte à faux avant et avec une traction avant : la Caproni Cemsa F-11, présentée au Salon de Paris de 1947. A. Fessia se mit à l’œuvre et conçut une automobile entièrement nouvelle, de la carrosserie aux composants mécaniques qui respectait les critères novateurs imposés par Lancia.
La Lancia Flavia fut déclinée en plusieurs versions :
- Lancia Flavia Berline
- Lancia Flavia Coupé
- Lancia Flavia Sport et Cabriolet

## Lancia Flavia berline
C'est au Salon Automobile International de Turin, en avril 1960, que la Lancia Flavia fit sa première apparition. Cette voiture, très novatrice, divisa les experts de tous les pays et fut le sujet de leurs nombreuses discussions pendant longtemps.
La carrosserie, due à Piero Castagnero, développe une ligne pas vraiment conventionnelle, de grandes surfaces vitrées et un habitacle très raffiné. Les sièges revêtus du classique tissu velours Lancia toujours très confortables, peuvent accueillir 6 personnes et le dossier avant peut être rabattu à l'horizontale pour former un plan unique avec les sièges avant et arrière. Le rétroviseur incorporait le support de vignette (dont l'affichage sur le pare-brise était déjà obligatoire en Italie à cette époque), le cendrier avec l'allume-cigare incorporé, les plafonniers automatiques, la montre, les lumières de sécurité au bas des portières et un tableau de bord ergonomique, révolutionnait le monde automobile tout en conservant cet esprit de luxe typique Lancia.
La partie la plus remarquée se trouvait sous la carrosserie. Tout d'abord trônait une magnifique traction avant mue par d'innovants doubles joints homocinétiques, reçoit le mouvement d'un moteur à quatre cylindres opposés. C'était le premier moteur boxer Lancia pour lequel furent utilisés de coûteux alliages légers. Le moteur était ancré à la carrosserie, pour la première fois, avec un châssis auxiliaire abaissé sur des appuis élastiques pour réduire les vibrations. Le système de freinage était composé d'un double circuit hydraulique et des disques sur chaque roue.
La première version équipée d'un moteur de 1 500 cm³ et 78 ch, peut être un peu sous dimensionné au regard du poids de la voiture et de ses caractéristiques de grande routière, fut rapidement épaulée par un moteur de 1 800 cm³ et 92 ch, qui fut doté en 1965 d'une injection mécanique (une première sur ce type de véhicule de série) qui porta la puissance à 102 ch.
Enfin, ce même moteur fut porté à 2 000 cm³, développant 115 ch dans sa version à carburateurs et 124 ch Din dans la version injection de 1969, puissance qui atteignit 126 ch Din dans la version à injection électronique de 1971.
La Lancia Flavia bénéficia, en 1967, de sérieuses retouches esthétiques qui modernisèrent son aspect de grande berline.
La Flavia reçu quelques retouches en 1970 quand Lancia, déjà intégré dans le groupe Fiat, et après l'arrêt de la fabrication de la voiture d'apparat Flaminia, devint le modèle du haut de gamme Lancia. C'est pourquoi il fut aussi décidé de la baptiser uniquement "2000" ce qui correspondait à sa cylindrée. La Lancia 2000 resta au catalogue jusqu'en 1971, date à laquelle la Lancia Gamma allait être présentée et la remplacerait.

## Versions et années de production
- Flavia 1.5 de 1960 à 1967
- Flavia 1.8 : 1963 à 1967

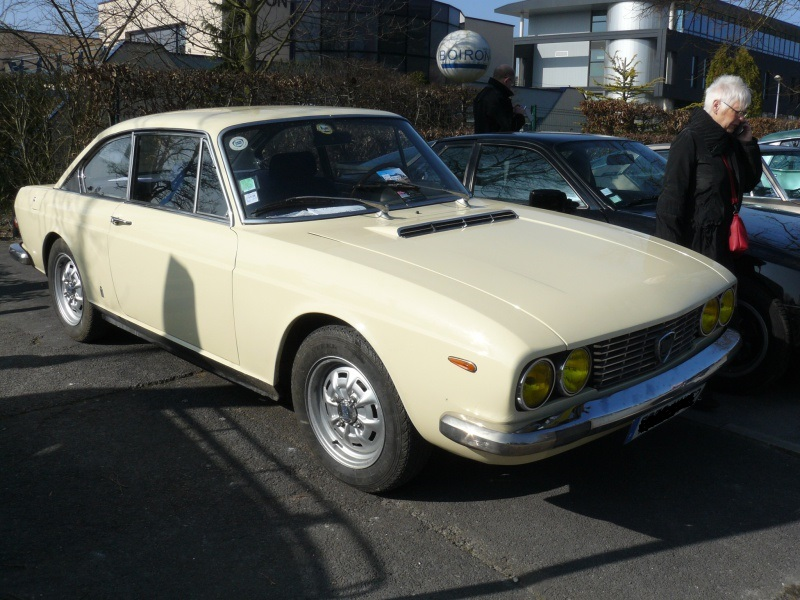
Lancia Flavia Coupé 2000 de 1971.

- Flavia 1.8 Iniezione : 1965 à 1967
- Flavia 2e série 1.8 : 1967 à 1970
- Flavia 2e série 1.8 Iniezione : 1967 à 1970
- Flavia 2000 : 1969 à 1971
- Flavia 2000 iniezione : 1969 à 1971
- Flavia 2000 LX : 1969 à 1971
- Flavia 2000 LX Iniezione : 1969 à 1971
- Flavia Coupé Pininfarina : 1962 à 1964
- Flavia Coupé Pininfarina 1.8 : 1963 à 1968
- Flavia Coupé Pininfarina 1.8 i. : 1965 à 1968
- Flavia Sport : 1962 à 1964
- Flavia Sport Zagato 1.8 : 1963 à 1967
- Flavia Sport Zagato 1.8 iniez. : 1965 à 1967
- Flavia Convertibile Vignale : 1962 à 1964
- Flavia Convertibile Vignale 1.8 : 1963 à 1967
- Flavia Convertib. Vignale 1.8 I : 1965 à 1967
- Flavia Coupé 2000 : 1969 à 1971
- Flavia Coupé 2000 Iniezione : 1970 à 1971

## Lancia Flavia coupé
D'un style typiquement italien, comportant 3 volumes comme cela était de bon ton, avec un pavillon incliné et une ligne de caisse basse et filante, le coupé Flavia reprenait l'esthétique générale de la Ferrari 250GT aussi dessinée par Pininfarina et représentait un bel exemple de fusion entre élégance et sportivité. La mécanique était étroitement dérivée de la berline avec un accent plus sportif. Par exemple la première version de 1 500 cm³ était équipée de deux carburateurs sur les deux côtés du moteur boxer au lieu d'un seul monté sur la berline qui développait ainsi 90 ch au lieu de 78 ch.

## Lancia Flavia Sport et Cabriolet

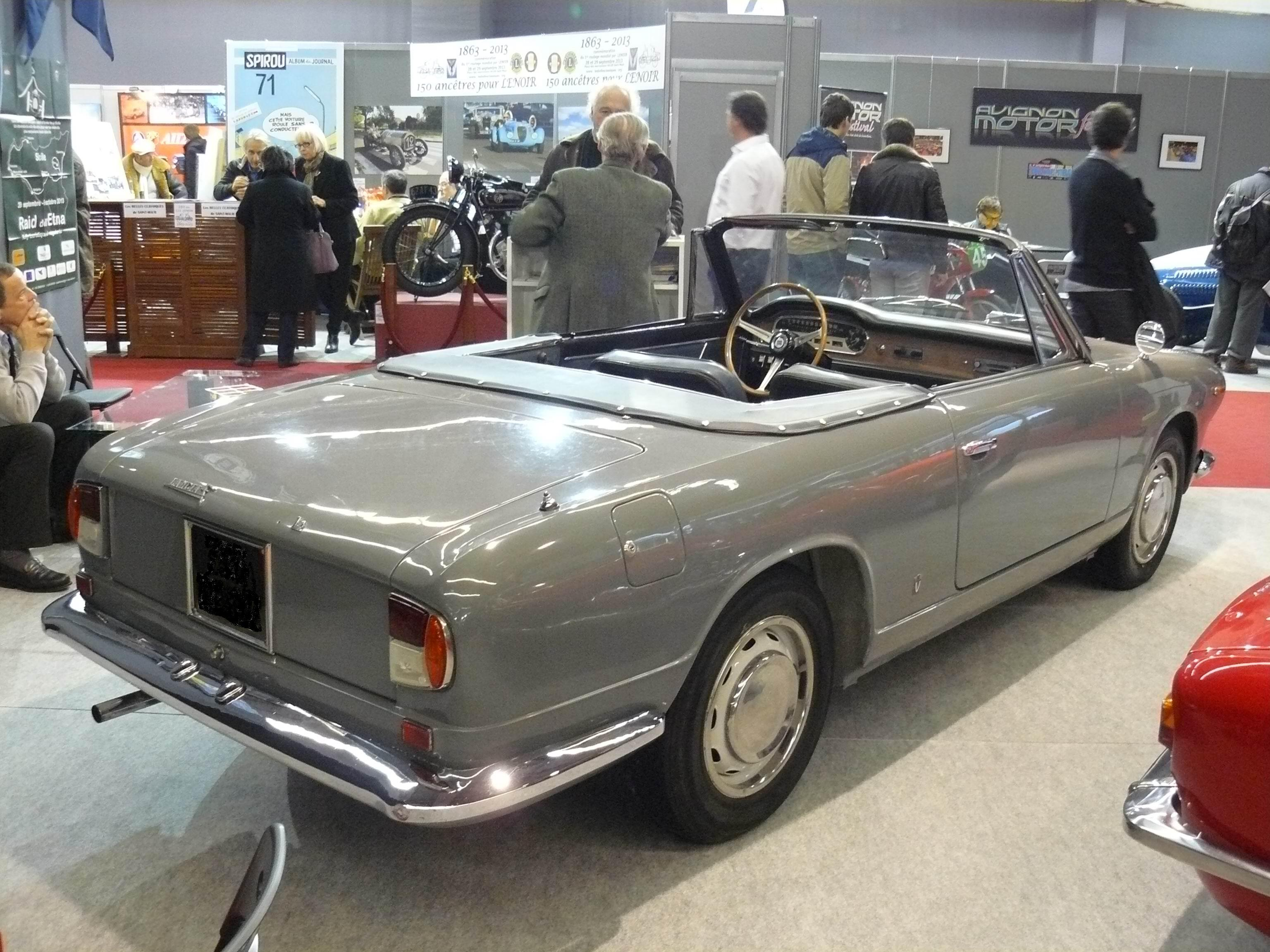
Lancia Flavia Cabriolet Vignale 1968.

Le coupé Pininfarina ne fut pas l'unique carrosserie coupé de la famille Flavia ; comme toujours chez Lancia, d'autres carrossiers eurent la possibilité de réaliser leurs propres modèles, comme la belle Flavia Convertibile Vignale carrossée par Michelotti en 1964, ou encore la version SportZagato, à l'aspect absolument non conventionnel, aérodynamique et complètement en aluminium ; cette version fut reprise par Lancia Squadra Corse pour des courses sur piste.

## Caractéristiques techniques
Lancia Flavia 1500 - 1961 
- Moteur : 4 cylindres opposés (série 815.00/01 - 1960-63) refroidissement liquide
- Cylindrée : 1 500 cm³ (Alésage x course = 82 x 71 mm)
- Distribution : 2V incliné, 2 arbres à cames centraux actionnés par une chaine,
- Puissance : 78 ch à 5 200 tr/min
- Couple maxi : 11,3 mkg à 3 000 tr/min
- Embrayage : monodisque à sec
- Boîte de vitesses : 4 rapports synchronisés + MA
- Transmission : avant, demi-axes oscillants et doubles joints homocinétiques
- Carrosserie : en acier autoporteuse
- Suspensions  - av : roues indépendantes - arr. : essieu rigide
- Freins : à disque avec double circuit sur les 4 roues
- Pneumatiques : 165-15
- Longueur : 4 570 mm
- Largeur : 1 600 mm
- Hauteur : 1 500 mm
- Empattement : 2 650 mm
- Poids à vide : 1 210 kg
- Réservoir : 48 litres
- Accélération : 41 s le km arrêté
- Vitesse max : 148 km/h
- Consommation : à 90 km/h : 7,8 - à 120 km/h : 10,3 - ville : 11,5 l/100 km